# Robert de Montvalon
Pour les autres membres de la famille, voir Famille de Barrigue de Fontainieu et de Montvalon.
Robert de Barrigue de Montvallon dit Robert de Montvalon, né le 13 février 1920 à Saint-Étienne et mort le 17 janvier 2001 dans le 15e arrondissement de Paris, est un écrivain et journaliste français.

## Biographie
Né en 1920, frère de Piem, Robert de Montvalon obtient un doctorat en médecine en 1946, avant de devenir journaliste. Membre du cabinet de Louis-Paul Aujoulat, ministre du Travail en 1954-1955, il est rédacteur en chef de Témoignage chrétien de 1958 à 1961, et fonde et dirige Terre entière.
Il est l'auteur de plusieurs ouvrages, dont Un milliard d'analphabètes et Cinq milliards d'hommes qui se font peur.
Il meurt le 17 janvier 2001, à l'âge de 80 ans.
Il est le père de Dominique de Montvalon.

## Œuvres
- Ces pays qu'on n'appellera plus colonies, Paris, Témoignage chrétien, coll. « Bibliothèque de l'homme d'action », 1956, 111 p. (BNF 32463404).
- Avec José de Broucker (ill. Francis Cassou), Ils sont tes frères, Paris, Pax Christi, 1957, 96 p. (BNF 33937920).
- La Liberté en morceaux, Paris, Fleurus, coll. « Foi et Humanisme », 1964, 88 p. (BNF 33104451).
- Un milliard d'analphabètes : le savoir et la culture  (préf. Josué de Castro), Paris, Le Centurion, coll. « Le Poids du jour », 1965, 207 p. (BNF 33104452).
- Aucun peuple n'est plus seul, Paris, Présence africaine, 1968, 235 p. (BNF 33104450).
- Les Aspirations des jeunes travailleurs migrants en Europe occidentale, Paris, Organisation des Nations unies pour l'éducation, la science et la culture, coll. « Études et documents d'éducation » (no 21), 1976, 37 p. (ISBN 92-3-201333-9, BNF 35243172).
- Prévenir les maladies, construire de la santé, Paris, France Impressions, 1978, 96 p. (BNF 34619815).
- Le dernier mot n'est jamais dit : Billets  (ill. Piem), Paris, Témoignage chrétien, 1984, 191 p. (ISBN 2-900016-06-1, BNF 36606622).
- Notre santé entre nos mains, Paris, Fédération nationale de la mutualité française, 1984, 95 p. (BNF 34857107).
- Avec Gilles Brücker et Marc Gentilini, La Santé des migrants : rapport, Paris, La Documentation française, coll. « Collection des rapports officiels », 1986, 75 p. (BNF 36714079).
- Cinq milliards d'hommes qui se font peur, Paris, Le Cerf, coll. « Parole présente », 1987, 124 p. (ISBN 2-204-02776-6, BNF 35001121).

### Préfaces
- Guy Lafon (trad. du grec ancien), L'Esprit de la lettre : lectures de l'Évangile selon saint Luc, Paris, Desclée de Brouwer, 2001, 239 p. (ISBN 2-220-04871-3, BNF 37210427).

### Éditions
- Jean XXIII et Paul VI, Trois encycliques sociales, Paris, Le Seuil, coll. « Points : politique » (no 15), 1967, 256 p. (BNF 33056065).